# Full Throttle Girl
Full Throttle Girl (全開ガール Zenkai Gāru?) är en japansk TV-serie som sändes på Fuji Television från 11 juli till 19 september 2011. Yui Aragaki och Ryo Nishikido i huvudrollerna.

## Rollista (i urval)
- Yui Aragaki - Wakaba Ayukawa
- Ryo Nishikido - Sota Yamada
- Hiroyuki Hirayama - Kyoichi Shindo
- Hiroko Yakushimaru - Shoko Sakurakawa
- Misako Renbutsu - Soyoko Ushioda
- Ryohei Suzuki - Kentaro Nishino
- Jiro Sato - Morisu Sakota
- Sarutoki Minagawa - Hiroshi Torii
- Noriko Aoyama - Mika Kujo
- Yosiyosi Arakawa - Samao Hayashi
- Serai Takagi - Emitaro Yamada
- Kanon Tani - Hinata Sakurakawa
- Riki Takeuchi - Jin Hanamura
- Aiko Kaito - Urara Hanamura